# Внутрішня македонська революційна організація — Демократична партія македонської національної єдності
ВМРО-ДПМНЄ — Внутрішня македонська революційна організація — Демократична партія македонської національної єдності (мак. Внатрешна Македонска Револуционерна Организација — Демократска Партија за Македонско Национално Единство) — одна з найбільших політичних партій Республіки Македонії.

## Походження
Назва партії виходить з Внутрішньої македонсько-одринської революційної організації, створеної ще в 1893. Партія вважає себе ідеологічним наступником ВМРО, була відтворена 17 червня 1990 року та офіційно зареєстрована 5 серпня 1990. Першим головою партії обрано Любчо Георгієвського, першим генеральним секретарем — Бориса Змейковського.

## Участь у виборах
ВМРО-ДПМНЄ отримала більшість голосів на перших багатопартійних виборах у кінці 1990. У 1992 партія зазнала поразки і перейшла в опозицію.
В 1998 році знову перемогла на виборах і в коаліції з партіями Демократична альтернатива та Демократичною партією албанців сформувала уряд на чолі з лідером ВМРО-ДПМНЄ Любчо Георгієвським.
На парламентських виборах у 2002 році партія зазнала поразки в коаліції з Ліберальною партією. На партійному конгресі в Охриді у травні 2003 року Любчо Георгієвський був змінений на чолі партії Николою Груєвським.
В 2006 році коаліція на чолі з ВМРО-ДПМНЄ перемогла на парламентських виборах і сформувала уряд під керівництвом Николи Груєвського.
15 травня 2007 року ВМРО-ДПМНЄ отримала статус спостерігача у Європейській народній партії
На дострокових парламентських виборах 1 червня 2008 коаліція «За кращу Македонію» на чолі з ВМРО-ДПМНЄ отримала більшість у парламенті країни.